# Keshorn Walcott
Pour les articles homonymes, voir Walcott.
Keshorn Walcott  (né le 2 avril 1993 à Toco) est un athlète trinidadien, spécialiste du lancer du javelot. Il devient le 11 août 2012 à l'occasion des Jeux olympiques d'été de 2012 à Londres le premier champion olympique du javelot de Trinité-et-Tobago ainsi que le plus jeune de l'histoire de la discipline.

## Biographie

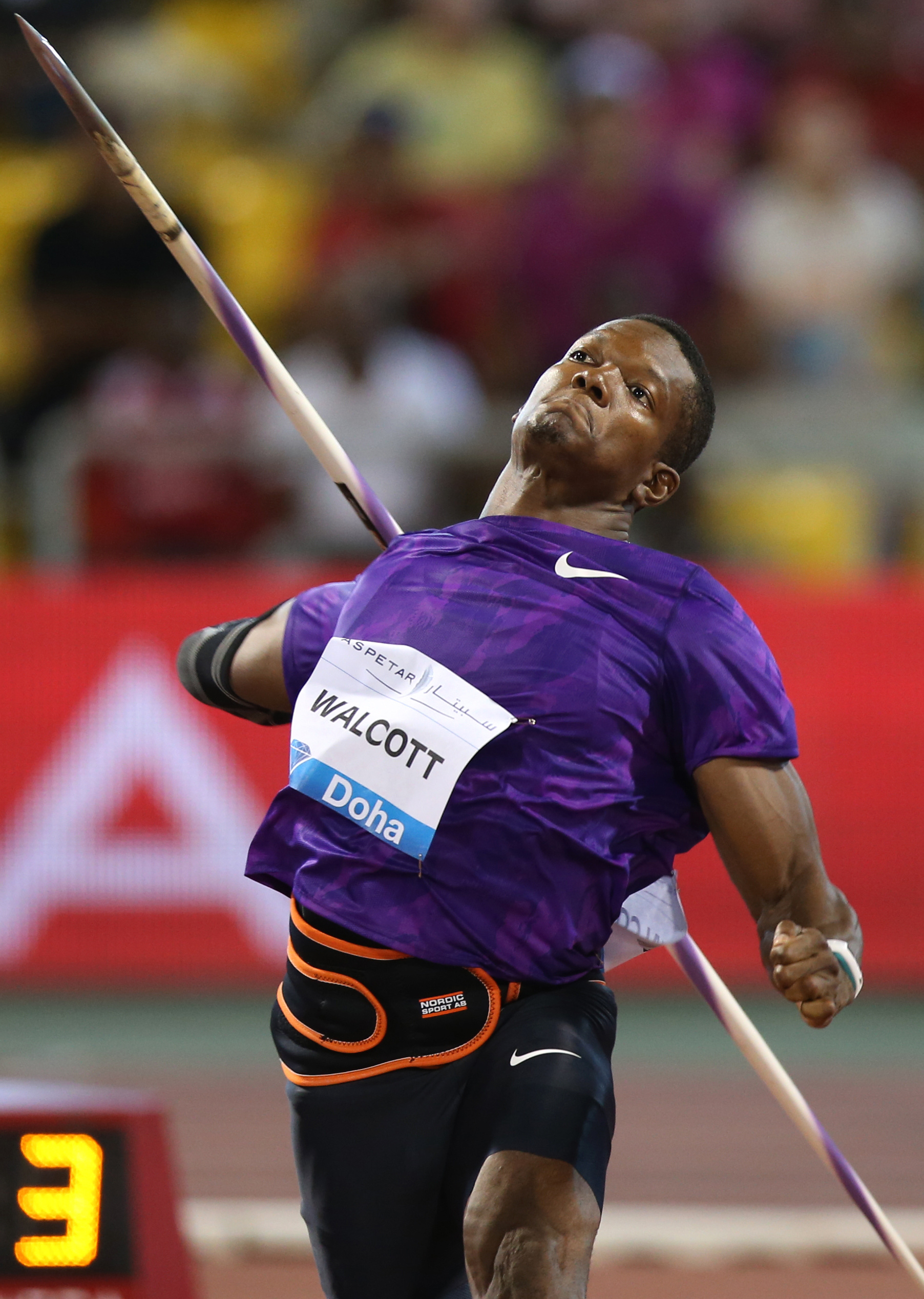
Keshorn Walcott en 2015.

Vainqueur à trois reprises de 2010 à 2012 des Jeux de la CARIFTA, compétition mettant aux prises les meilleurs athlètes juniors des Caraïbes, Keshorn Walcott établit la marque de 82,83 m début juillet 2012 à San Salvador à l'occasion des Championnats d'Amérique centrale et des Caraïbes d'athlétisme juniors. Il établit à cette occasion un nouveau record national et continental. Il participe peu après aux Championnats du monde junior, à Barcelone, où il remporte le concours avec un jet à 78,64 m, devançant l'Argentin Braian Toledo et le Sud-africain Morné Moolman. 
Par la suite, il remporte le concours des Jeux olympiques de Londres, le 11 août 2012, avec 84,58 m (record de Trinité-et-Tobago), devançant de 7 centimètres l'Ukrainien Oleksandr Pyatnytsya (finalement disqualifié pour dopage). Plus jeune champion olympique de l'histoire du lancer du javelot (19 ans), il devient le deuxième trinidadien médaillé d'or aux Jeux olympiques après Hasely Crawford, vainqueur du 100 m aux Jeux de 1976. Il n'est par ailleurs que le deuxième non-européen après l'Américain Cyrus Young, titré en 1952 à Helsinki, à s'imposer en finale olympique du javelot 
Entraîné par le Cubain Ismael Lopez Mastrapa, il fait progresser son record personnel de 67,01 m en 2010 à  85,77 m en 2014. Il remporte la médaille d'argent des Jeux du Commonwealth de 2014, devancé par le Kényan Julius Yego.
En 2015, il porte le record national à 86,20 m à Rome puis 86,43 m à Birmingham, avant de dépasser la limite des 90 mètres pour la 1re fois de sa carrière à Lausanne avec un lancer à 90,16 m. Une grosse désillusion survient lors des Championnats du monde de Pékin où il ne passe pas le cap des qualifications.
Moins en forme lors de la saison 2016, Walcott établit son meilleur jet de la saison à l'occasion des qualifications aux Jeux olympiques de Rio avec 88,68 m, performance qui lui permet évidemment d'accéder à sa 2de finale olympique consécutive et ainsi de défendre son titre acquis 4 ans auparavant. Mais deux jours plus tard, le Trinidadien ne réussit qu'un meilleur lancer à 85,38 m et s'empare de la médaille de bronze derrière l'Allemand Thomas Röhler (90,30 m) et le Kenyan Julius Yego (88,24 m).
Le 2 août 2018, il remporte la médaille d'or des Jeux d'Amérique centrale et des Caraïbes de Barranquilla avec un jet à 84,47 m réalisé à son dernier essai.
Le 10 août 2019, il termine 2e des Jeux panaméricains de Lima avec 83,55 m, derrière Anderson Peters (87,31 m).

## Palmarès
| Date | Compétition                              | Lieu             | Résultat     | Marque  |
| ---- | ---------------------------------------- | ---------------- | ------------ | ------- |
| 2011 | Champ. d'Am. centrale et des Caraïbes    | Mayagüez         | 4e           | 70,98 m |
| 2011 | Jeux panaméricains                       | Guadalajara      | 7e           | 75,77 m |
| 2012 | Championnats du monde juniors            | Barcelone        | 1er          | 78,64 m |
| 2012 | Jeux olympiques                          | Londres          | 1er          | 84,58 m |
| 2013 | Championnats du monde                    | Moscou           | 19e (qualif) | 78,78 m |
| 2014 | Jeux du Commonwealth                     | Glasgow          | 2e           | 82,67 m |
| 2014 | Coupe continentale                       | Marrakech        | 3e           | 83,52 m |
| 2015 | Jeux panaméricains                       | Toronto          | 1er          | 83,27 m |
| 2015 | Ligue de diamant                         | Ligue de diamant | 3e           | 84,03 m |
| 2015 | Championnats du monde                    | Pékin            | 26e (qualif) | 76,83 m |
| 2016 | Jeux olympiques                          | Rio de Janeiro   | 3e           | 85,38 m |
| 2017 | Championnats du monde                    | Londres          | 7e           | 84,48 m |
| 2017 | Ligue de diamant                         | Ligue de diamant | 5e           | 85,11 m |
| 2018 | Jeux d'Amérique centrale et des Caraïbes | Barranquilla     | 1er          | 84,47 m |
| 2019 | Jeux panaméricains                       | Lima             | 2e           | 83,55 m |
| 2019 | Championnats du monde                    | Doha             | 11e          | 77,47 m |
| 2021 | Jeux olympiques                          | Tokyo            | 16e (qualif) | 79,33 m |
| 2022 | Championnats du monde                    | Eugene           | 16e (qualif) | 78,87 m |
| 2022 | Championnats NACAC                       | Freeport         | 2e           | 79,33 m |
| 2024 | Jeux olympiques                          | Paris            | 7e           | 86,16 m |

## Records
| Épreuve           | Marque       | Lieu     | Date           |
| ----------------- | ------------ | -------- | -------------- |
| Lancer du javelot | 90,16 m (NR) | Lausanne | 8 juillet 2015 |